# Polymorphininae
Polymorphininae es una subfamilia de foraminíferos bentónicos de la familia Polymorphinidae, de la superfamilia Polymorphinoidea, del suborden Lagenina y del orden Lagenida. Su rango cronoestratigráfico abarca desde el Rhaetiense (Triásico superior) hasta la Actualidad.

## Discusión
Clasificaciones previas incluían Polymorphininae en la superfamilia Nodosarioidea.

## Clasificación
Polymorphininae incluye a los siguientes géneros:
- Enantiomorphina †
- Eoguttulina †
- Eupolymorphina
- Francuscia
- Glandulopleurostomella †
- Globulina
- Gorisella †
- Guttulina
- Krebsina
- Metapolymorphina
- Paleopolymorphina †
- Pealerina †
- Polymorphina
- Polymorphinella †
- Pseudopolymorphina
- Pyrulina
- Pyrulinoides †
- Sagoplecta †
- Sigmoidella
- Sigmomorphina
- Spirofrondicularia †
- Strigialifusus †

Otros géneros considerados en Polymorphininae son:
- Apiopterina, aceptado como Globulina
- Arethusa, de estatus incierto, considerado sinónimo posterior de Polymorphina
- Aulostomella, aceptado como Globulina
- Canopus, de estatus incierto, considerado sinónimo posterior de Polymorphina
- Cantharus, de estatus incierto, considerado sinónimo posterior de Polymorphina
- Caudina, sustituido por Gorisella
- Cimelidium, de posición taxonómica incierta, considerado sinónimo posterior de Polymorphina pero también de Guttulina
- Ellisina, aceptado como Pealerina
- Eupolymorphinella, aceptado como Polymorphinella
- Frankia, considerado sinónimo posterior de Frankinella, y este a su vez de Francuscia
- Frankinella, aceptado como Francuscia
- Glandulopolymorphina, aceptado como Polymorphina
- Krebsia, aceptado como Krebsina
- Misilus, aceptado como Globulina
- Mitrapolymorphina, aceptado como Francuscia
- Oncobotrys, de estatus incierto, considerado sinónimo posterior de Bulimina
- Pseudopyrulinoides, aceptado como Paleopolymorphina
- Pyrulinella, aceptado como Pyrulina
- Quadrulina, aceptado como Spirofrondicularia
- Raphanulina, aceptado como Globulina
- Rostrolina, considerado sinónimo de Polymorphina, y aceptado como Ellipsopolymorphina
- Sigmoidina, considerado subgénero de Sigmoidella, Sigmoidella (Sigmoidina), y aceptado como Sigmoidella
- Sigmomorpha, aceptado como Guttulina
- Sigmomorphina, considerado subgénero de Sigmomorpha, Sigmomorpha (Sigmomorphina)
- Sigmomorphinoides, aceptado como Sigmomorphina